# Lucas Lópes
Lucas Matías Lópes Almanzo, noto semplicemente come Lucas Lópes (Montevideo, 30 gennaio 1999), è un calciatore uruguaiano, centrocampista del Villa Teresa.

## Carriera
Cresciuto nel settore giovanile del Montevideo Wanderers ha debuttato in prima squadra il 26 maggio 2019 disputando l'incontro di Primera División Profesional pareggiato 2-2 contro il Plaza Colonia.